# Almet Nederland
Almet Nederland is een in Breda gevestigd bedrijf en houdt zich bezig met de handel en het produceren van aluminiumproducten. Almet Nederland BV is opgericht in 1969 te Rotterdam onder naam Alusuisse Nederland BV, voortgekomen uit voormalig ingenieursbureau van de Loo.
De eigenaar Alusuisse Zwitserland had destijds de wens om service centers op te zetten in Europa.
Alusuisse werd in 1888 opgericht onder de naam "Aluminium Industrie Aktiengesellschaft" en was tijdens de oprichting van Alusuisse Nederland de grootste aluminiumfabrikant en -leverancier in Europa.

## Historie
- 1969: Oprichting Alusuisse Nederland BV
- 1993: Het bedrijf verhuist van Rotterdam naar Breda
- 1994: Integratie Alusuisse Guy Geisler (Brussel) in Alusuisse Nederland BV
- 2000: Alusuisse wordt overgenomen door Alcan - Hierdoor verandert de naam in Alcan Nederland BV (en Alcan Belgium)
- 2004: Alcan fuseert met Pechiney - Alcan Jumet Aerospace (Charleroi-Jumet) integreert in Benelux organisatie
- 2007: Alcan fuseert met Rio Tinto, hierdoor ontstaat 's werelds grootste aluminium fabrikant
- 2008: Rio Tinto Alcan verkoopt haar service centers in Europa (met uitzondering van Aerospace activiteiten) aan Amari Metals Europe - Hierdoor verandert de naam in Almet Nederland (en Almet Belgium)
- 2008: Spin-off Alcan Jumet Aerospace
- 2009: De Benelux organisatie wordt gesplitst. Almet Nederland en Almet Belgium gaan ieder zelfstandig verder